# Liste des municipalités de Cuba

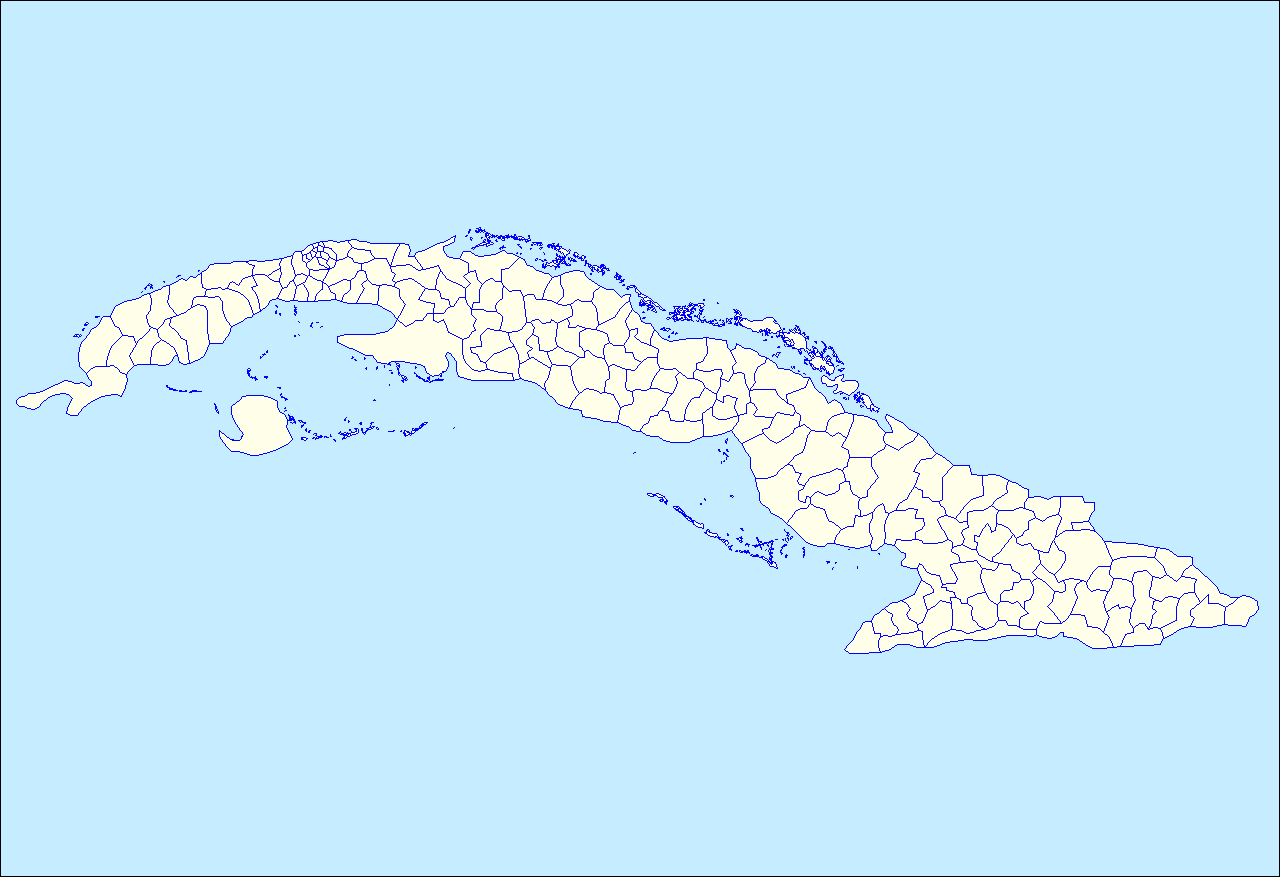
Municipalités de Cuba

Les provinces de Cuba sont divisées en 168 municipalités ou municipios. Elles ont été créées par la loi no 1304 du 3 juillet 1976 et réformées en 2010 avec l'absorption de la municipalité de Varadero par celle de Cárdenas et la création de deux nouvelles provinces à compter du 1er janvier 2011 : la province d'Artemisa et la province de Mayabeque.

## Liste des municipalités par province
Source: Population de 2004 ; Zonage de 1976 avec prise en compte du redécoupage de 2010

### Province d'Artemisa
La province d'Artemisa est divisée en 11 municipalités. La province a été créée en 2011 par la regroupement d'une partie des municipalités de l'ancienne province de La Havane et des trois municipalités les plus à l'Est de la province de Pinar del Río.
| Municipalité             | Population (2004) | Superficie (km²) | Localisation        | Remarques                              |
| ------------------------ | ----------------- | ---------------- | ------------------- | -------------------------------------- |
| Alquizar                 | 29 616            | 193              | 22,80667, −82,58278 |                                        |
| Artemisa                 | 81 209            | 690              | 22,81361, −82,76333 | Capitale provinciale                   |
| Bauta                    | 45 509            | 157              | 22,99194, −82,54917 |                                        |
| Caimito                  | 36 813            | 238              | 22,95778, −82,59639 |                                        |
| Guanajay                 | 28 429            | 113              | 22,9306, −82,68778  |                                        |
| Güira de Melena          | 37 838            | 178              | 22,80222, −82,50472 |                                        |
| Mariel                   | 42 504            | 269              | 22,99389, −82,75389 |                                        |
| San Antonio de los Baños | 46 300            | 127              | 22,8889, −82,49861  |                                        |
| Bahía Honda              | 45 968            | 784              | 22,90639, −83,16361 | Ancienne municipalité de Pinar del Río |
| Candelaria               | 19 523            | 299              | 22,7444, −82,96583  | Ancienne municipalité de Pinar del Río |
| San Cristóbal            | 70 830            | 936              | 22,71694, −83,05111 | Ancienne municipalité de Pinar del Río |

### Province de Camagüey
La province de Camagüey est divisée en 13 municipalités.
| Municipalité          | Population (2004) | Superficie (km²) | Localisation        | Remarques            |
| --------------------- | ----------------- | ---------------- | ------------------- | -------------------- |
| Camagüey              | 324 921           | 1 106            | 21,38389, −77,90722 | Capitale provinciale |
| Carlos M. de Cespedes | 25 707            | 653              | 21,57694, −78,2775  |                      |
| Esmeralda             | 29 953            | 1 480            | 21,85611, −78,1111  |                      |
| Florida               | 73 612            | 1 800            | 21,52944, −78,2225  |                      |
| Guáimaro              | 57 086            | 1 847            | 21,05889, −77,34778 |                      |
| Jimaguayú             | 21 169            | 799              | 21,26667, −77,83028 |                      |
| Minas                 | 38 517            | 1 015            | 21,48944, −77,60472 |                      |
| Najasa                | 16 470            | 921              | 21,08389, −77,74694 |                      |
| Nuevitas              | 44 882            | 415              | 21,54028, −77,26444 |                      |
| Santa Cruz del Sur    | 51 335            | 1 122            | 20,7194, −77,99083  |                      |
| Sibanicú              | 31 117            | 736              | 21,23917, −77,52083 |                      |
| Sierra de Cubitas     | 18 589            | 549              | 21,73306, −77,77056 | Sola                 |
| Vertientes            | 53 299            | 2 005            | 21,25722, −78,14889 |                      |

### Province de Ciego de Ávila
La province de Ciego de Ávila est divisée en 10 municipalités.
| Municipalité     | Population (2004) | Superficie (km²) | Localisation        | Remarques            |
| ---------------- | ----------------- | ---------------- | ------------------- | -------------------- |
| Baraguá          | 32 408            | 728              | 21,68222, −78,62444 | Gaspar               |
| Bolivia          | 16 612            | 918              | 22,075, −78,35028   |                      |
| Chambas          | 39 868            | 769              | 22,19667, −78,91306 |                      |
| Ciego de Ávila   | 135 736           | 445              | 21,84806, −78,76278 | Capitale provinciale |
| Ciro Redondo     | 29 560            | 588              | 22,01889, −78,7028  |                      |
| Florencia        | 19 811            | 286              | 22,1475, −78,96694  |                      |
| Majagua          | 26 617            | 544              | 21,92444, −78,99056 |                      |
| Morón            | 60 612            | 615              | 22,11083, −78,6278  |                      |
| Primero de Enero | 27 813            | 713              | 21,94528, −78,41889 | Violeta              |
| Venezuela        | 27 333            | 716              | 21,75111, −78,77889 |                      |

### Province de Cienfuegos
La province de Cienfuegos est divisée en 8 municipalités.
| Municipalité        | Population (2004) | Superficie (km²) | Localisation        | Remarques            |
| ------------------- | ----------------- | ---------------- | ------------------- | -------------------- |
| Abreus              | 30 330            | 564              | 22,2806, −80,56778  |                      |
| Aguada de Pasajeros | 31 687            | 680              | 22,38472, −80,84611 |                      |
| Cienfuegos          | 163 824           | 333              | 22,14583, −80,43639 | Capitale provinciale |
| Cruces              | 32 139            | 198              | 22,34222, −80,27611 |                      |
| Cumanayagua         | 51 435            | 1 099            | 22,1525, −80,20111  |                      |
| Lajas               | 22 602            | 430              | 22,41639, −80,29056 |                      |
| Palmira             | 33 153            | 318              | 22,2444, −80,39417  |                      |
| Rodas               | 33 477            | 552              | 22,34278, −80,55528 |                      |

### La Habana
La Havane (Ciudad De La Habana), la capitale nationale, est divisée en 15 municipalités qui sont autant de quartiers.
| Municipalité           | Population (2004) | Superficie (km²) | Localisation        | Remarques                |
| ---------------------- | ----------------- | ---------------- | ------------------- | ------------------------ |
| Arroyo Naranjo         | 210 053           | 83               | 23,04361, −82,33278 |                          |
| Boyeros                | 188 593           | 134              | 23,00722, −82,40167 |                          |
| Centro Habana          | 158 151           | 4                | 23,13333, −82,38333 |                          |
| Cerro                  | 132 351           | 10               | 23,11361, −82,36333 |                          |
| Cotorro                | 74 650            | 66               | 23,02611, −82,2475  |                          |
| Diez de Octubre        | 227 293           | 12               | 23,08806, −82,35972 |                          |
| Guanabacoa             | 112 964           | 127              | 23,0611, −82,28972  |                          |
| La Habana del Este     | 178 041           | 145              | 23,15694, −82,29694 |                          |
| La Habana Vieja        | 95 383            | 5                | 23,1389, −82,3556   |                          |
| La Lisa                | 131 148           | 38               | 23,02472, −82,46306 |                          |
| Marianao               | 135 551           | 21               | 23,08417, −82,42972 |                          |
| Playa                  | 186 959           | 36               | 23,09417, −82,44889 |                          |
| Plaza de la Revolución | 161 631           | 12               | 23,12444, −82,3861  | Quartier du gouvernement |
| Regla                  | 44 431            | 9                | 23,12556, −82,31528 |                          |
| San Miguel del Padrón  | 159 273           | 26               | 23,09639, −82,32667 |                          |

### Province de Granma
La province de Granma est divisée en 13 municipalités.
| Municipalité   | Population (2004) | Superficie (km²) | Localisation        | Remarques            |
| -------------- | ----------------- | ---------------- | ------------------- | -------------------- |
| Bartolomé Masó | 53 024            | 629              | 20,16861, −76,9425  |                      |
| Bayamo         | 222 118           | 918              | 20,38167, −76,6425  | Capitale provinciale |
| Buey Arriba    | 31 327            | 452              | 20,17361, −76,74917 |                      |
| Campechuela    | 46 092            | 577              | 20,23333, −77,27889 |                      |
| Cauto Cristo   | 21 159            | 550              | 20,56222, −76,4694  |                      |
| Guisa          | 50 923            | 596              | 20,2611, −76,53806  |                      |
| Jiguaní        | 60 320            | 646              | 20,37333, −76,4222  |                      |
| Manzanillo     | 130 789           | 498              | 20,33972, −77,10861 |                      |
| Media Luna     | 35 330            | 376              | 20,1444, −77,4361   |                      |
| Niquero        | 41 252            | 582              | 20,0472, −77,57806  |                      |
| Pilón          | 29 751            | 462              | 19,9056, −77,32083  |                      |
| Río Cauto      | 47 833            | 1 500            | 20,5639, −76,91722  |                      |
| Yara           | 59 415            | 576              | 20,27694, −76,94694 |                      |

### Province de Guantánamo
La province de Guantánamo est divisée en 10 municipalités.
| Municipalité        | Population (2004) | Superficie (km²) | Localisation        | Remarques            |
| ------------------- | ----------------- | ---------------- | ------------------- | -------------------- |
| Baracoa             | 81 794            | 977              | 20,35056, −74,51028 |                      |
| Caimanera           | 10 562            | 366              | 19,995, −75,15972   |                      |
| El Salvador         | 45 662            | 637              | 20,20972, −75,22278 |                      |
| Guantánamo          | 244 603           | 741              | 20,13694, −75,2139  | Capitale provinciale |
| Imías               | 20 959            | 524              | 20,07694, −74,65167 |                      |
| Maisí               | 28 276            | 525              | 20,24333, −74,15583 | La Máquina           |
| Manuel Tames        | 14 200            | 526              | 20,1806, −75,05139  | Jamaica              |
| Niceto Pérez        | 17 783            | 640              | 20,1278, −75,34194  |                      |
| San Antonio del Sur | 26 509            | 585              | 20,05694, −74,80778 |                      |
| Yateras             | 20 358            | 664              | 20,35028, −74,92417 | Palenque             |

### Province de Holguín
La province de Holguín est divisée en 14 municipalités.
| Municipalité    | Population (2004) | Superficie (km²) | Localisation        | Remarques            |
| --------------- | ----------------- | ---------------- | ------------------- | -------------------- |
| Antilla         | 12 222            | 100              | 20,84861, −75,7525  |                      |
| Báguanos        | 52 854            | 806              | 20,76306, −76,02944 |                      |
| Banes           | 81 274            | 781              | 20,97, −75,71139    |                      |
| Cacocum         | 42 623            | 661              | 20,74389, −76,32417 |                      |
| Calixto García  | 57 867            | 617              | 20,85417, −76,60194 | Buenaventura         |
| Cueto           | 34 503            | 326              | 20,64833, −75,93167 |                      |
| Frank País      | 25 621            | 510              | 20,66472, −75,28139 | Cayo Mambí           |
| Gibara          | 72 810            | 630              | 21,10722, −76,13667 |                      |
| Holguín         | 326 740           | 666              | 20,8889, −76,25722  | Capitale provinciale |
| Mayarí          | 105 505           | 1 307            | 20,65944, −75,6778  |                      |
| Moa             | 71 079            | 730              | 20,64, −74,9175     |                      |
| Rafael Freyre   | 50 080            | 620              | 21,02833, −75,99639 | Santa Lucía          |
| Sagua de Tánamo | 52 013            | 704              | 20,5861, −75,2417   |                      |
| Urbano Noris    | 43 892            | 846              | 20,60139, −76,1325  | San Germán           |

### Isla de la Juventud
Municipalité particulière (municipio especial), la Isla de la Juventud a le statut de province. Nueva Gerona est la capitale provinciale.

### Province de Las Tunas
La province de Las Tunas est divisée en 8 municipalities.
| Municipalité   | Population (2004) | Superficie (km²) | Localisation        | Remarques            |
| -------------- | ----------------- | ---------------- | ------------------- | -------------------- |
| Amancio        | 41 523            | 857              | 20,81972, −77,58417 |                      |
| Colombia       | 32 942            | 563              | 20,99083, −77,41583 |                      |
| Jesús Menéndez | 51 002            | 638              | 21,16361, −76,47722 |                      |
| Jobabo         | 49 403            | 884              | 20,90806, −77,28306 |                      |
| Las Tunas      | 187 438           | 891              | 20,96, −76,95444    | Capitale provinciale |
| Majibacoa      | 40 264            | 621              | 20,91722, −76,87611 | Calixto              |
| Manatí         | 33 573            | 953              | 21,31472, −76,9375  |                      |
| Port au Père   | 93 705            | 1 178            | 21,19528, −76,60139 |                      |

### Province de Matanzas
La province de Matanzas est divisée en 13 municipalités depuis l'abrogation de la municipalité de Varadero en 2011.
| Municipalité      | Population (2004) | Superficie (km²) | Localisation        | Remarques                       |
| ----------------- | ----------------- | ---------------- | ------------------- | ------------------------------- |
| Calimete          | 29 736            | 958              | 22,53389, −80,90972 |                                 |
| Cárdenas          | 103 087           | 566              | 23,04278, −81,20361 |                                 |
| Ciénaga de Zapata | 8 750             | 4 320            | 22,28806, −81,1975  | Playa Larga                     |
| Colón             | 71 579            | 597              | 22,7225, −80,90639  |                                 |
| Jagüey Grande     | 57 771            | 882              | 22,52944, −81,1325  |                                 |
| Jovellanos        | 58 685            | 505              | 22,81056, −81,19778 |                                 |
| Limonar           | 25 421            | 449              | 22,95611, −81,40861 |                                 |
| Los Arabos        | 25 702            | 762              | 22,74, −80,71583    |                                 |
| Martí             | 23 475            | 1 070            | 22,9525, −80,91667  |                                 |
| Matanzas          | 143 706           | 317              | 23,05139, −81,575   | Capitale provinciale            |
| Pedro Betancourt  | 32 218            | 388              | 22,7306, −81,29083  |                                 |
| Perico            | 31 147            | 278              | 22,77528, −81,015   |                                 |
| Unión de Reyes    | 40 022            | 856              | 22,80056, −81,53694 |                                 |
| Varadero          | 24 681            | 32               | 23,13972, −81,2861  | Fusionnée dans Cárdenas en 2011 |

### Province de Mayabeque
La province de Mayabeque est divisée en 11 municipalities. Mayabeque appartenait à l'ancienne province de La Havane et a été créée en 2011.
| Municipalité          | Population (2004) | Superficie (km²) | Localisation        | Remarques            |
| --------------------- | ----------------- | ---------------- | ------------------- | -------------------- |
| Batabanó              | 25 664            | 187              | 22,72472, −82,28972 |                      |
| Bejucal               | 25 425            | 120              | 22,93278, −82,38694 |                      |
| Güines                | 68 951            | 445              | 22,84778, −82,02361 |                      |
| Jaruco                | 25 658            | 276              | 23,04278, −82,00917 |                      |
| Madruga               | 30 640            | 464              | 22,91639, −81,85694 |                      |
| Melena del Sur        | 20 445            | 227              | 22,78167, −82,14833 |                      |
| Nueva Paz             | 24 277            | 515              | 22,76333, −81,75806 |                      |
| Quivicán              | 29 253            | 283              | 22,82472, −82,35583 |                      |
| San José de las Lajas | 69 375            | 591              | 22,96806, −82,15583 | Capitale provinciale |
| San Nicolás de Bari   | 21 563            | 242              | 22,78194, −81,90667 |                      |
| Santa Cruz del Norte  | 32 576            | 376              | 23,15583, −81,92639 |                      |

### Province de Pinar del Río
La province de Pinar del Río est divisée en 11 municipalités, depuis le rattachement des trois municipalités (Bahía Honda, Candelaria et San Cristóbal) les plus à l'Est à la nouvelle province d'Artemisa en 2011.
| Municipalité        | Population (2004) | Superficie (km²) | Localisation        | Remarques            |
| ------------------- | ----------------- | ---------------- | ------------------- | -------------------- |
| Consolación del Sur | 87 500            | 1 112            | 22,5, −83,51528     |                      |
| Guane               | 35 893            | 717              | 22,20056, −84,08361 |                      |
| La Palma            | 35 426            | 621              | 22,75611, −83,55333 |                      |
| Los Palacios        | 38 950            | 786              | 22,5825, −83,24889  |                      |
| Mantua              | 26 065            | 915              | 22,29083, −84,28722 |                      |
| Minas de Matahambre | 34 419            | 858              | 22,5825, −83,94917  |                      |
| Pinar del Río       | 190 532           | 708              | 22,42583, −83,68833 | Capitale provinciale |
| San Juan y Martínez | 45 061            | 409              | 22,26667, −83,83389 |                      |
| San Luis            | 34 085            | 765              | 22,28306, −83,76778 |                      |
| Sandino             | 39 245            | 1 718            | 22,08111, −84,22167 |                      |
| Viñales             | 27 129            | 704              | 22,61528, −83,71583 |                      |

### Province de Sancti Spíritus
La province de Sancti Spíritus est divisée en 8 municipalités.
| Municipalité    | Population (2004) | Superficie (km²) | Localisation        | Remarques            |
| --------------- | ----------------- | ---------------- | ------------------- | -------------------- |
| Cabaiguán       | 67 224            | 597              | 22,08389, −79,49528 |                      |
| Fomento         | 33 528            | 471              | 22,10528, −79,72    |                      |
| Jatibonico      | 42 708            | 276              | 21,94639, −79,1675  |                      |
| La Sierpe       | 16 937            | 1 035            | 21,76083, −79,24333 |                      |
| Sancti Spíritus | 133 843           | 1 151            | 21,93417, −79,44361 | Capitale provinciale |
| Taguasco        | 36 365            | 518              | 22,00528, −79,265   |                      |
| Trinidad        | 73 466            | 1 155            | 21,80444, −79,98278 |                      |
| Yaguajay        | 58 938            | 1 032            | 22,3306, −79,23694  |                      |

### Province de Santiago de Cuba
La province de Santiago de Cuba est divisée en 9 municipalités.
| Municipalité     | Population (2004) | Superficie (km²) | Localisation        | Remarques               |
| ---------------- | ----------------- | ---------------- | ------------------- | ----------------------- |
| Contramaestre    | 101 832           | 610,3            | 20,3, −76,25056     |                         |
| Guamá            | 35 516            | 964,6            | 19,95361, −76,74944 |                         |
| Mella            | 33 667            | 335,2            | 20,3694, −75,91083  |                         |
| Palma Soriano    | 124 585           | 845,8            | 20,21417, −75,9917  |                         |
| San Luis         | 88 496            | 498              | 20,18806, −75,84861 |                         |
| Santiago de Cuba | 472 255           | 1 023,8          | 20,04028, −75,81472 | Capitale provinciale    |
| Segundo Frente   | 40 885            | 540              | 20,41194, −75,52861 | Mayarí Arriba           |
| Songo-La Maya    | 100 287           | 721              | 20,17333, −75,64611 | La Maya                 |
| Tercer Frente    | 30 457            | 364              | 20,17194, −76,32722 | Cruce de los Baños (de) |

### Province de Villa Clara
La province de Villa Clara est divisée en 13 municipalities.
| Municipalité      | Population (2004) | Superficie (km²) | Localisation        | Remarques            |
| ----------------- | ----------------- | ---------------- | ------------------- | -------------------- |
| Caibarién         | 38 064            | 212              | 22,51583, −79,4722  |                      |
| Camajuaní         | 63 544            | 614              | 22,46806, −79,72361 |                      |
| Cifuentes         | 33 391            | 512              | 22,62083, −80,06583 |                      |
| Corralillo        | 27 571            | 843              | 22,98583, −80,58278 |                      |
| Encrucijada       | 33 641            | 345              | 22,61722, −79,86611 |                      |
| Manicaragua       | 73 370            | 1 063            | 22,15028, −79,97611 |                      |
| Placetas          | 71 837            | 601              | 22,31611, −79,65528 |                      |
| Quemado de Güines | 22 590            | 338              | 22,79, −80,25583    |                      |
| Ranchuelo         | 59 062            | 556              | 22,3361, −80,11278  |                      |
| Remedios          | 46 482            | 560              | 22,49222, −79,54556 |                      |
| Sagua La Grande   | 56 097            | 661              | 22,80889, −80,07083 |                      |
| Santa Clara       | 237 581           | 514              | 22,4056, −79,95389  | Capitale provinciale |
| Santo Domingo     | 53 840            | 883              | 22,58361, −80,23833 |                      |

## Cartes Municipales
Les cartes ci-dessous présentent les divisions municipales de chaque province, soulignée en jaune. La municipalité de la capitale provinciale est notée en rouge.

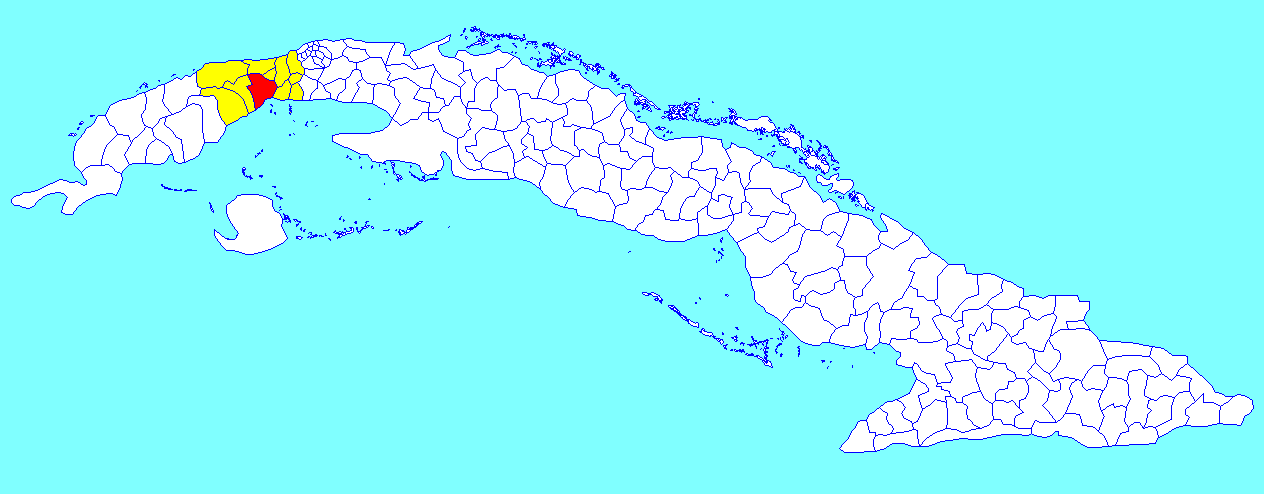
Province d'Artemisa
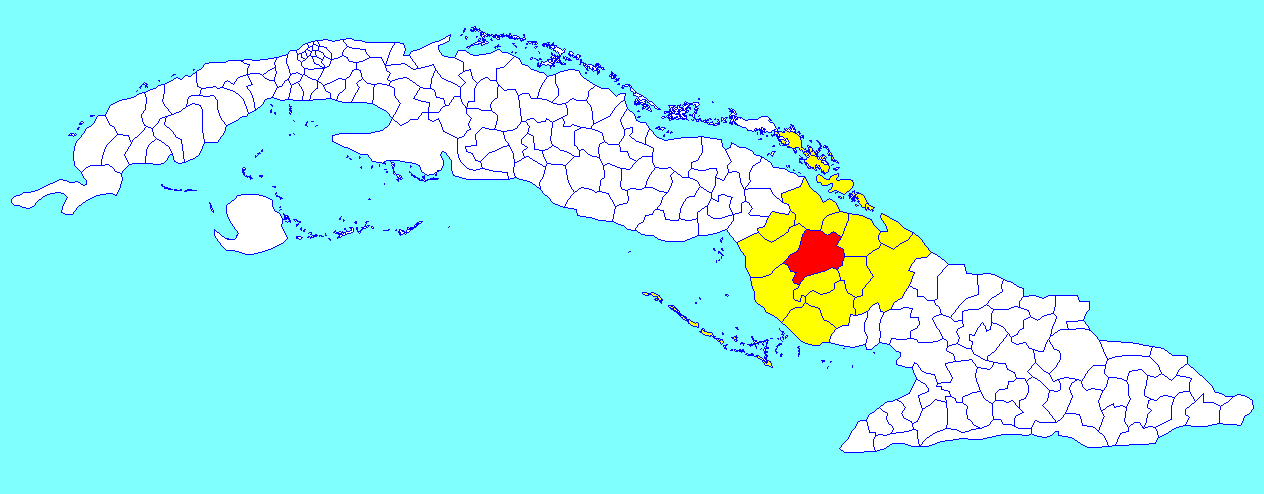
Province de Camagüey
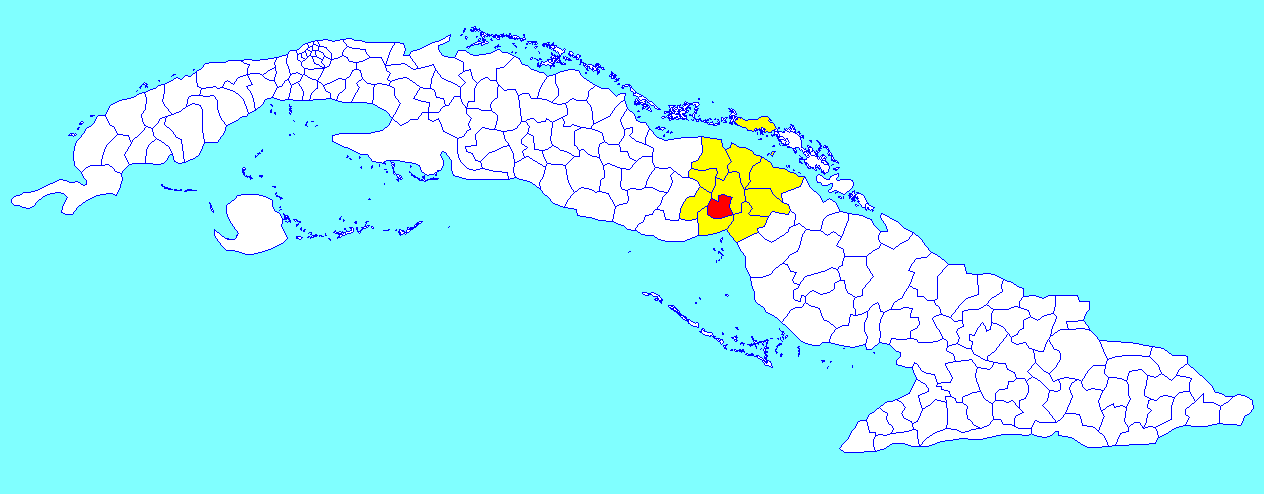
Province de Ciego de Ávila
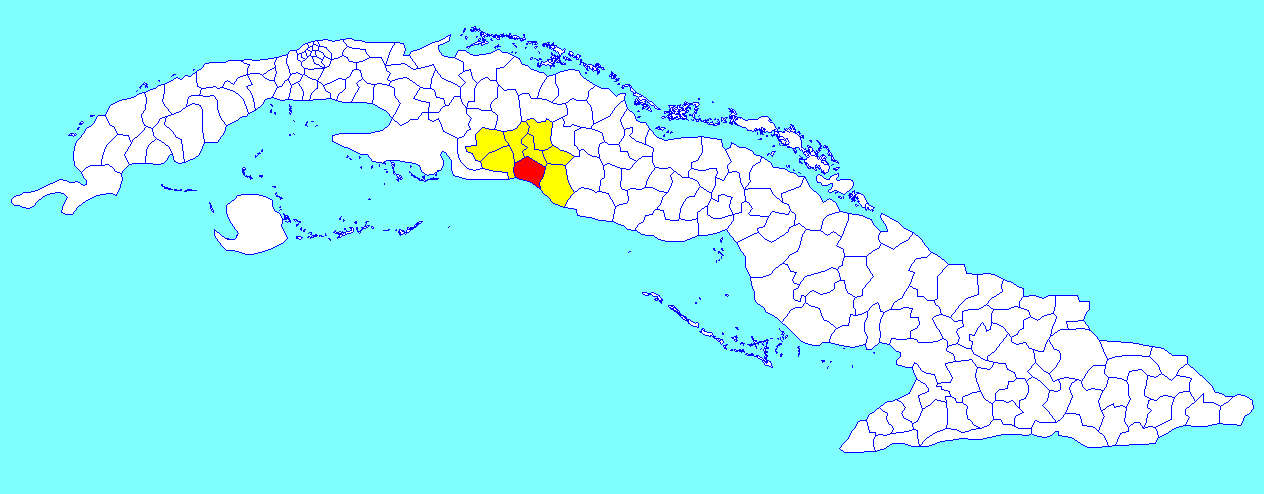
Province de Cienfuegos

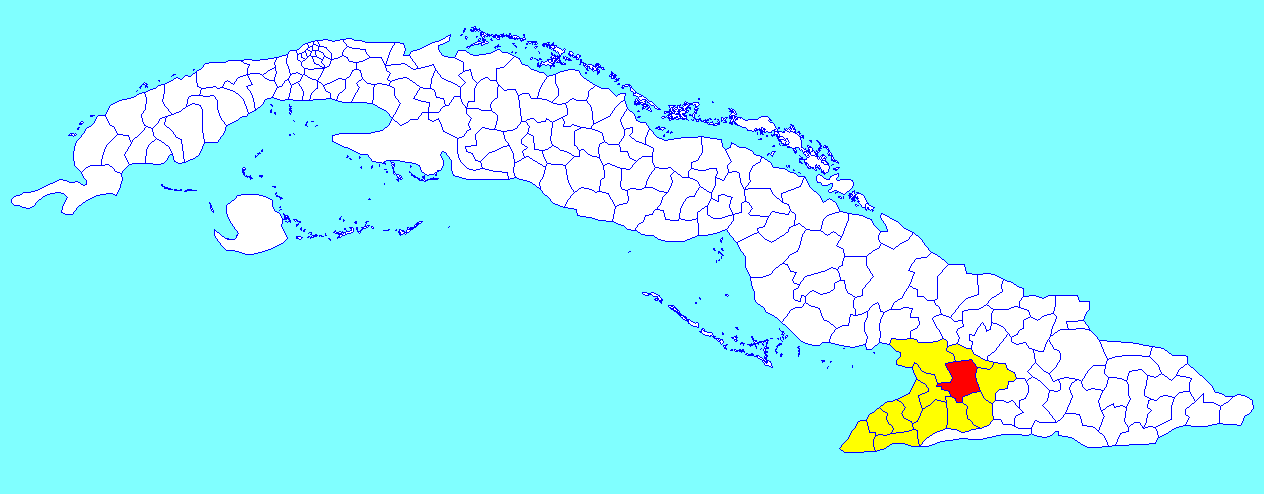
Province de Granma
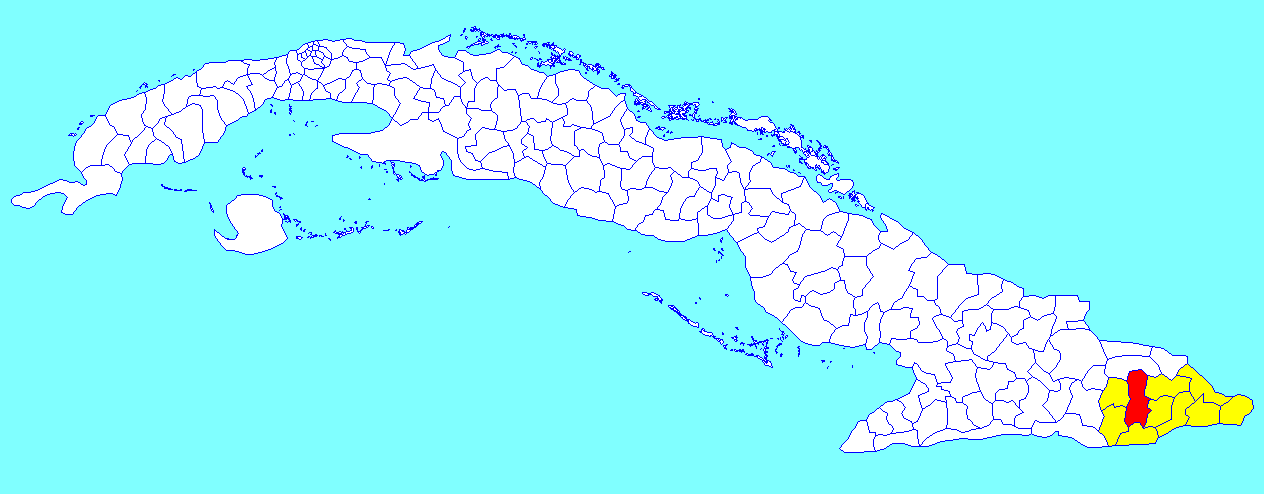
Province de Guantánamo
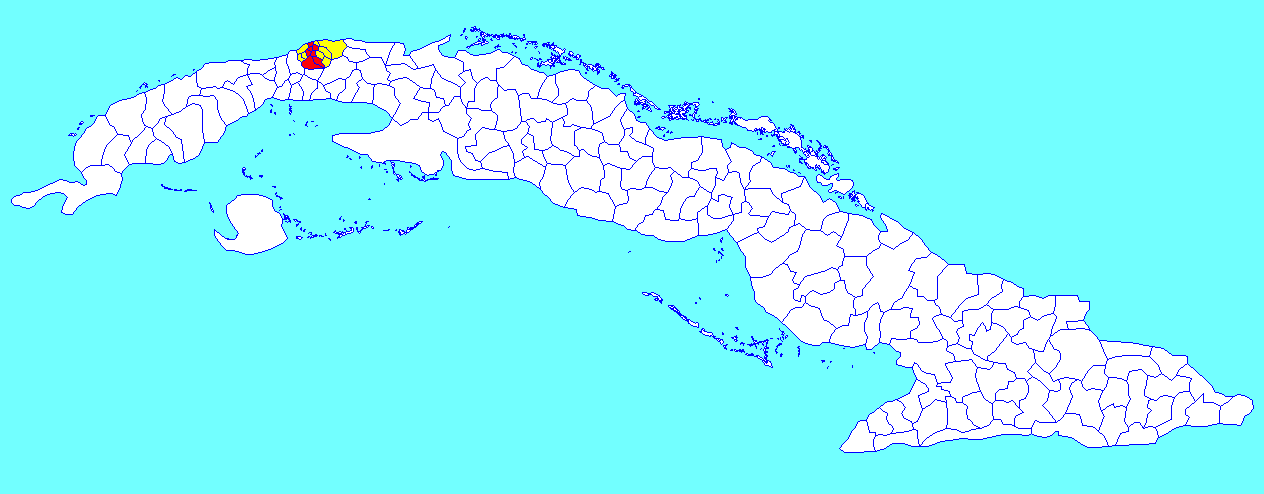
La Havane
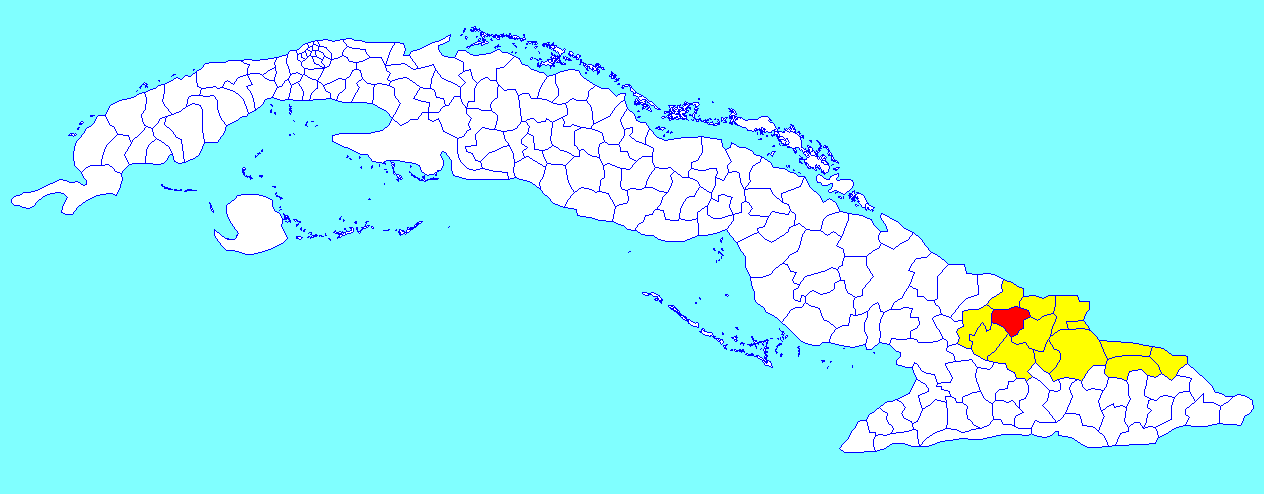
Province de Holguín

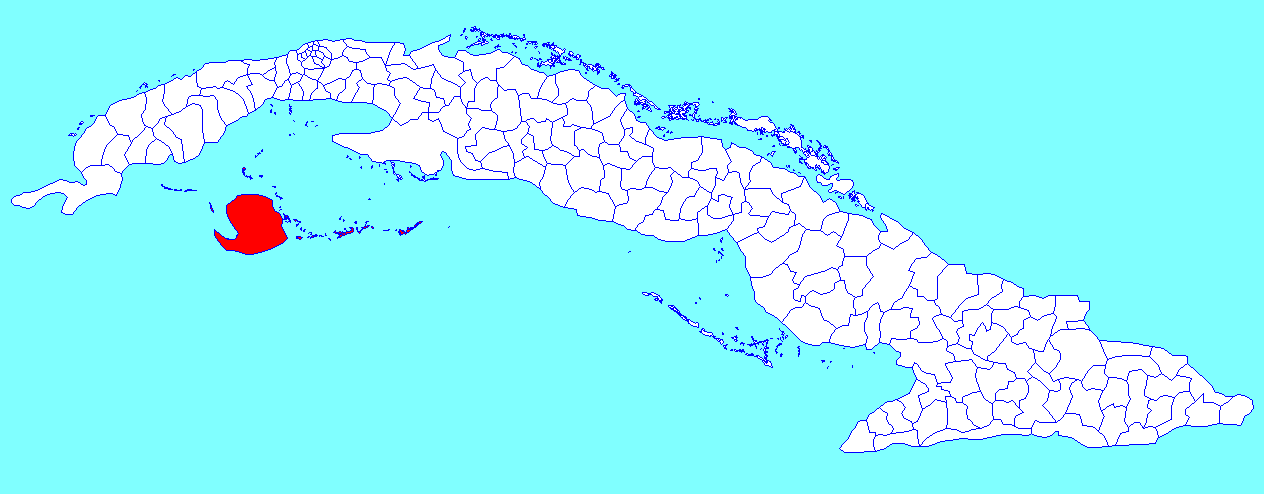
Isla de la Juventud
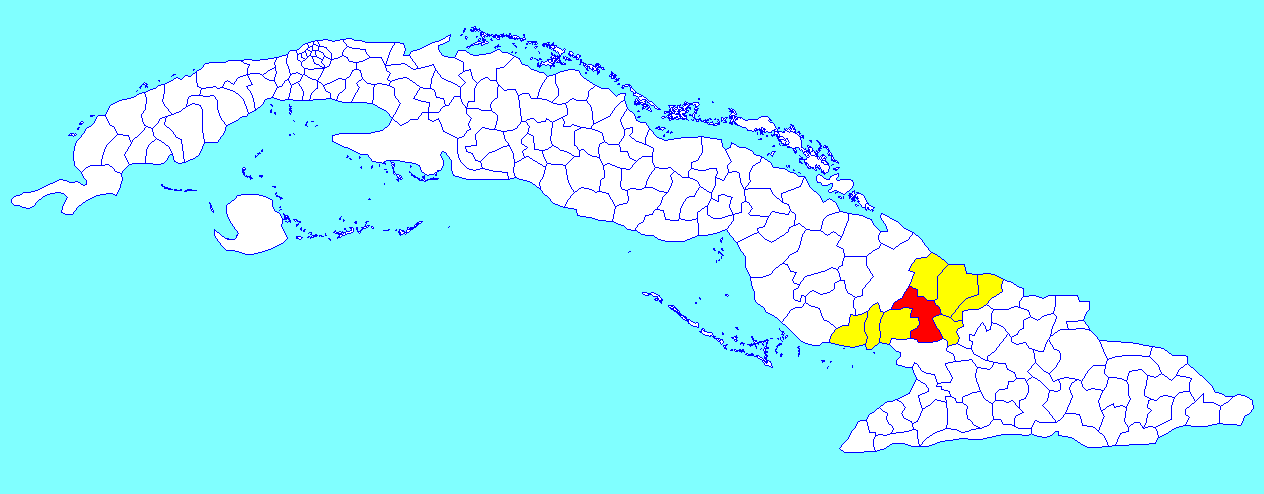
Province de Las Tunas
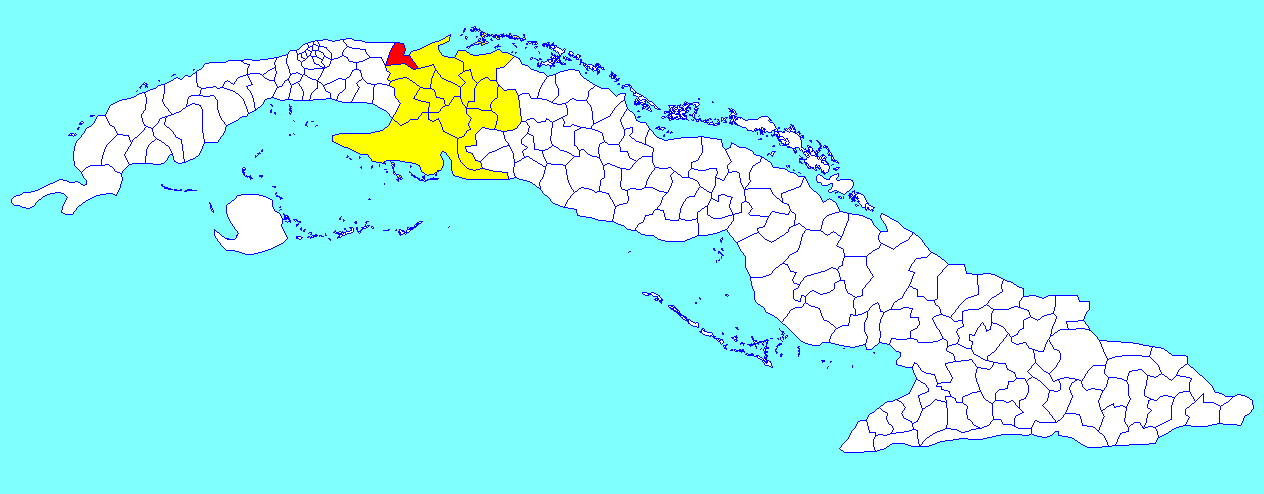
Province de Matanzas
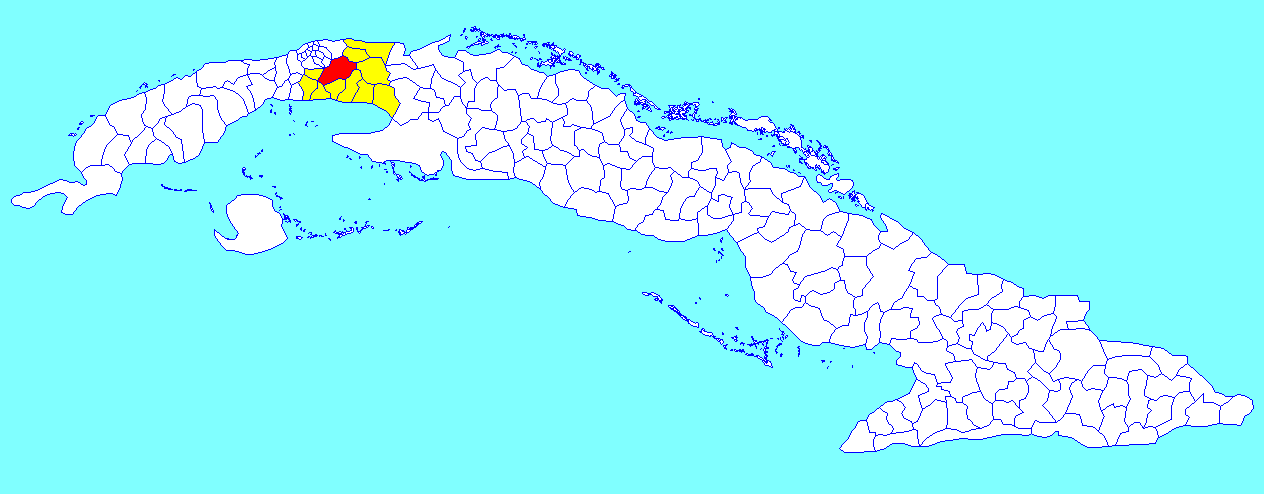
Province de Mayabeque

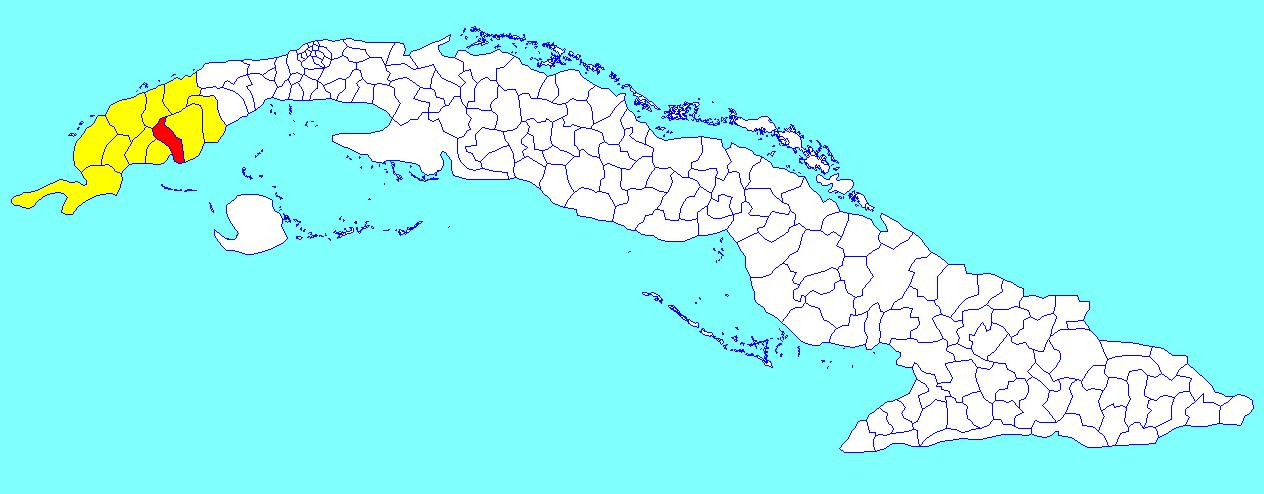
Province de Pinar del Río
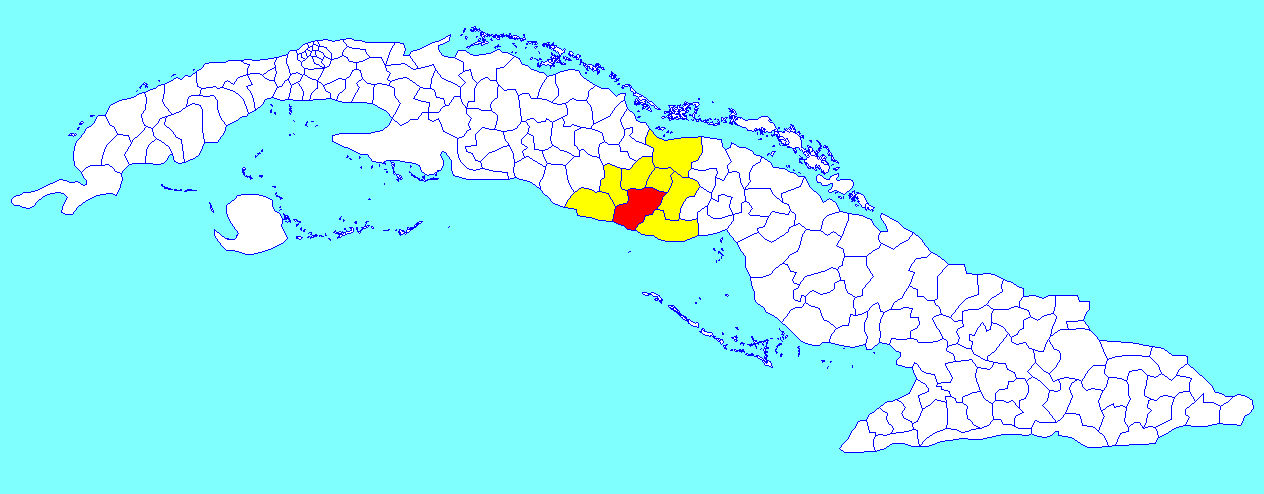
Province de Sancti Spíritus
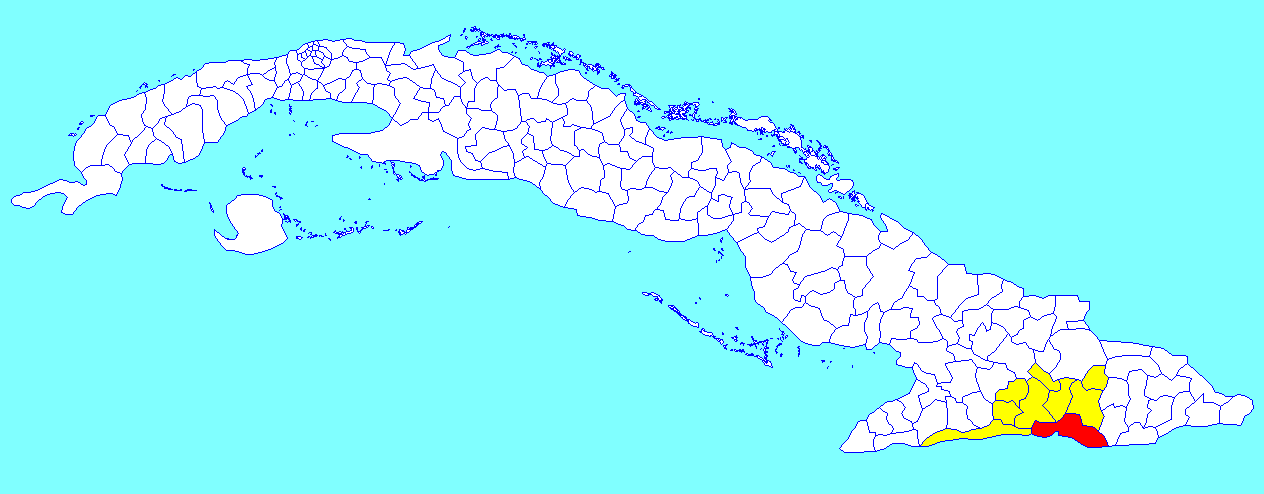
Province de Santiago de Cuba
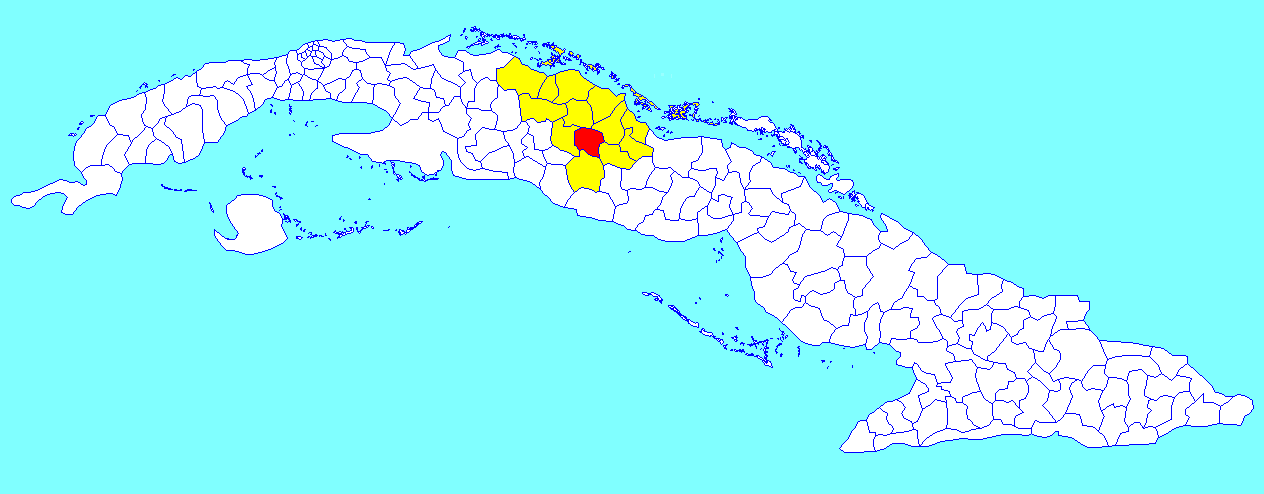
Province de Villa Clara

Note:
Deux provinces sont notées entièrement en rouge : La Havane, qui est une ville province divisée en quartiers et Isla de la Juventud, qui est une municipalité particulière ayant statut de province.